# Troménie de Locronan
La troménie de Locronan désigne deux cérémonies religieuses consistant en une troménie (procession circulaire) et ayant lieu à intervalles réguliers à Locronan, dans le département du Finistère en France, autour de l'oratoire et de l'église Saint-Ronan. Ce pèlerinage revendique une tradition plus que millénaire, il serait né au Xe siècle ou au plus tard au début du XIe siècle, à l'instigation des comtes de Cornouaille désireux d'entretenir le culte du saint breton.
La « Grande Troménie » fait environ douze kilomètres de long et parcourt les limites d'un ancien espace sacral entourant le monastère et jouissant d'immunités, devenu un minihi (du breton Tro minihi, devenu « Troménie »). Cette Grande Troménie a lieu tous les six ans, entre le 2e et le 3e dimanche de juillet.
La « petite Troménie » se déroule annuellement, lors des cinq années séparant deux grandes troménies, sur un parcours plus court, le 2e dimanche de juillet.

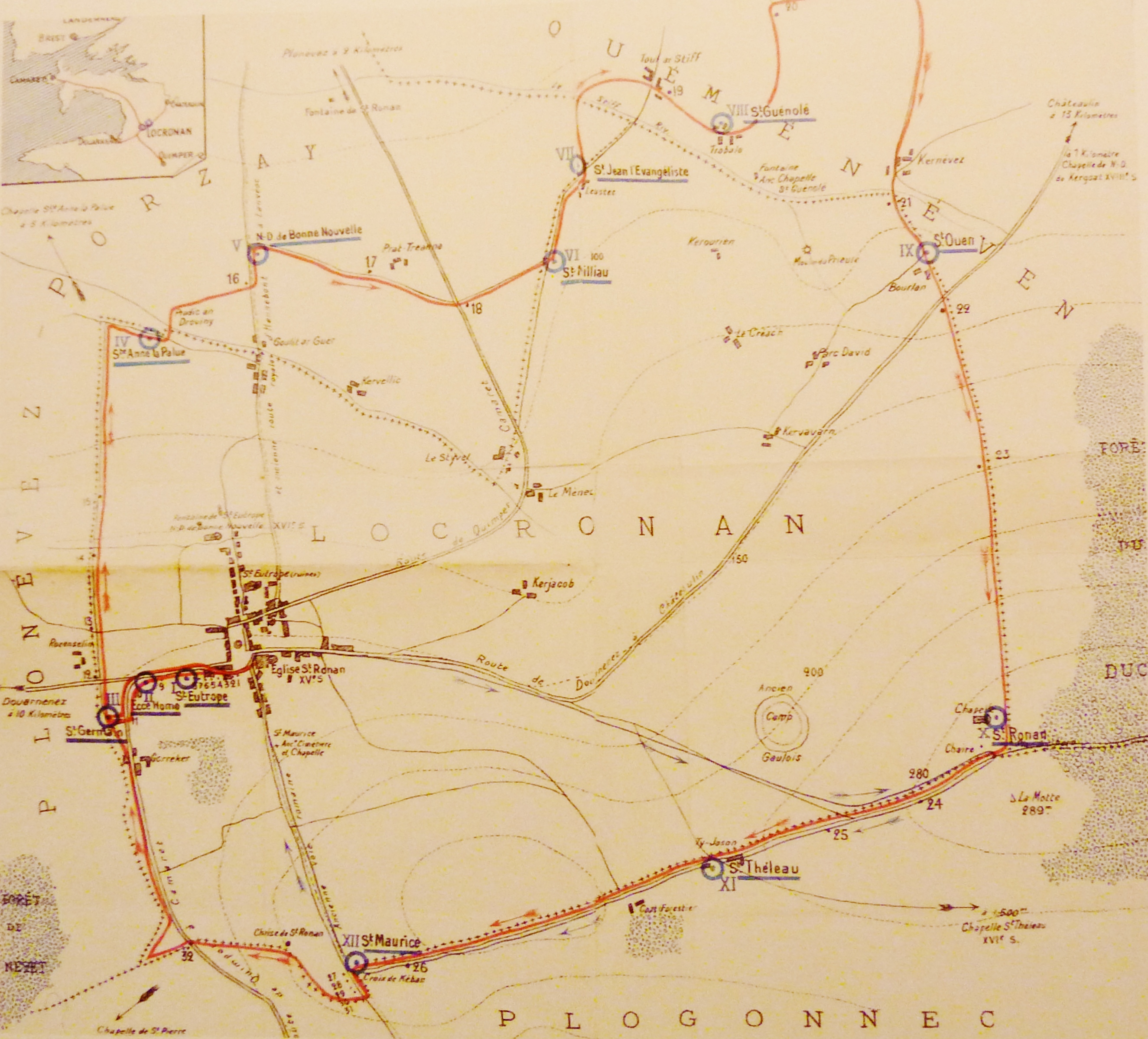
Carte du parcours de la Troménie de Locronan datant de 1923 (par l'abbé Ronan Guéguen)

## Grande Troménie
Bien que le rituel contemporain de la Troménie soit éminemment catholique, son circuit aurait des racines celtiques, si l'on suit l'hypothèse du chercheur Donatien Laurent ; d’ailleurs la forêt de Nevet conserve la trace toponymique d'un nemeton, espace sacré dans lequel les druides officiaient.
Celui-ci affirme que le site de Locronan est un véritable « sanctuaire naturel », le parcours de la Grande Troménie (en gros un carré) illustrant « les douze mois de l'année celtique que découpent les douze stations sur le chemin de la Troménie », la première station, située à l'ouest du bourg de Locronan, consacrée à Saint-Eutrope, illustrant en fait le 1er novembre qui est l'entrée dans la saison sombre, le Samain du calendrier celtique ; la quatrième station, située près d'une fontaine dans la vallée du Styvell, à l'endroit le plus bas du parcours, représenterait le 1er février, point médian du semestre hivernal celtique et, dédiée aujourd'hui à Sainte Anne (c'est la station la plus proche de Sainte-Anne-la-Palud), elle était par le passé dédiée à Notre-Dame de Bonne-Nouvelle, héritière catholicisée de la déesse celte Brigit ; la 7e station, située dans l'angle nord-est du carré que constitue le parcours, près du hameau de Leustec, est dédiée à Saint Jean l'Évangéliste et évoquerait le 1er mai de l'année celtique, le moment symbolique où, dans ce calendrier, on passe de la saison sombre à la saison claire ; la 10e station, dédiée à saint Ronan, et située à l'endroit le plus haut du parcours à Plas ar C'horn (la « place de la corne »), représenterait le 1er août, le milieu de la saison claire, date à laquelle les Irlandais fêtent Lugnasad (« l'assemblée de Lug ») et escaladent en procession le Croagh Patrick (dans cette hypothèse, saint Ronan serait donc un avatar du dieu Lug), dieu suprême du panthéon celtique, « solaire » et « lumineux ».
Donatien Laurent montre aussi les correspondances entre les alignements des mégalithes (certains ont disparu de nos jours) et l'emplacement des stations de la Troménie, avec l'existence d'un « centre astronomique » situé en plein milieu du carré que forme le parcours de la Troménie, près du hameau du Menec et montre des analogies, citant Georges Dumézil, avec des rituels de l'Inde védique et même avec le rituel de la fondation de Rome (un attelage de bœufs qui ouvre des sillons de quatre côtés) qui ne sont pas sans rappeler l'attelage de bœufs qui conduisait le corps de saint Ronan selon la Vita Romani et prouverait que ce rituel de la Grande Troménie aurait même des racines indo-européennes.

« Il semble bien (...) que la Troménie joue de deux systèmes différents : dans le premier, qu'on pourrait qualifier d'astronomique, le chemin sacré [le parcours de la Grande Troménie] aurait été aménagé de telle sorte qu'en le découpant en douze tronçons de même longueur, images d'autant de mois lunaires, on se trouve, par la topographie, en accord constant avec la course apparente du soleil aux moments du temps correspondant. (...). [L]e calcul révèle par exemple que les deux points où le chemin sacré bifurque, du nord à l'est au bas de la vallée et, inversement, du sud vers l'ouest au sommet de la cime sacrée, correspondent exactement, en distance parcourue, aux positions des deux solstices d'hiver et d'été. (...) Dans le second, c'est la conception mythique du temps qui l'emporte [inspiré du calendrier celtique] »

Le « lit de saint Ronan » ou « chaise de saint Ronan » ou « bateau de Saint Ronan » ou « jument de pierre » est un rocher naturel ou un menhir couché de 13 mètres de pourtour situé sur le flanc de la montagne de Locronan et auquel est attaché un certain nombre de légendes concernant le saint : il aurait servi d'embarcation à saint Ronan lors de sa venue d'Irlande (bateau de pierre), il combattrait la stérilité en permettant aux femmes se couchant dessus d'enfanter (jument de pierre) ou encore le saint aurait eu l'habitude de s'y asseoir pour contempler la Baie de Douarnenez. Ce rocher est intégré au parcours de la Grande Troménie de Locronan.

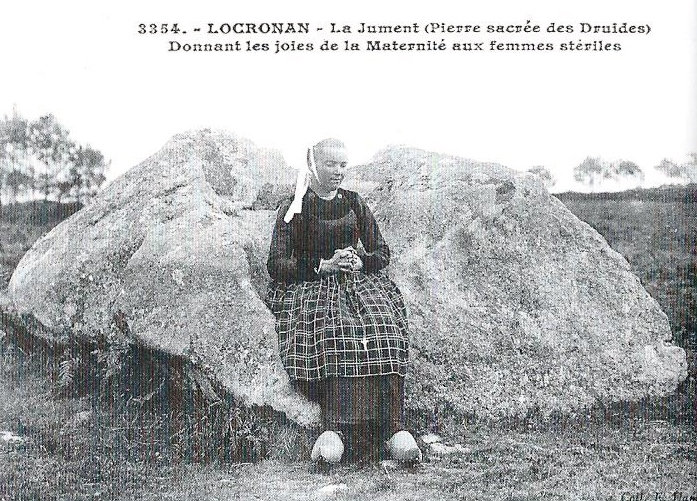
La « jument de pierre » (ou « chaise de saint Ronan ») au début du XXe siècle (carte postale).

La « jument de pierre », dite aussi « chaise de Ronan », serait le reste d'un phallus géant associé à un culte de la fécondité qui aurait dominé Locronan à l'époque néolithique et cassé en trois morceaux dont deux auraient disparu, débités. Les Celtes, puis les Chrétiens auraient conservé ce culte. Jules Barbot en 1901 écrit : « Au commencement du XIXe siècle, les femmes stériles se frottaient sur deux rochers de Locronan. (…). Il y a peu d'années, les jeunes épousées venaient se frotter le ventre à la « jument de pierre » (…) ; les femmes stériles se couchaient sur elle pendant trois nuits consécutives, avec l'espoir de devenir mères ». Cette croyance ne concernait pas que les classes populaires ; Jacques Cambry raconte :

« En 393, ce bourg n'étoit qu'un hermitage habité par St.-Renan […] On célébroit tous les 5 ans une fête en l'honneur de ce personnage. Ne sachant où l'enterrer, on mis son corps sur une charrette attelée de deux bœufs ; ils firent le tour que le saint faisoit chaque jour pour se donner de l'exercice ; ils s'arrêtèrent dans son hermitage : les roues de la charrette gênées par un passage étroit, laissèrent des marques sur les deux rochers contre lesquels les femmes stériles se frottent pour avoir des enfans, comme sur le cloud de St.-Guénolé, à Landevenec. On assure que la mère du duc de Coigny naquit par cette opération, vingt ans après le mariage de son père. »

Encore récemment, des femmes s'asseyaient sur la « chaise de Ronan » et en faisaient le tour pour s'assurer d'une maternité, alors attribuée à l'intercession de saint Ronan.
L'affluence était telle lors des Grandes Troménies qu'elle provoquait souvent des désordres comme le prouve ce témoignage du chef de la brigade de Châteaulin en date du 14 juillet 1737: « Le sieur recteur de Locronan (…) désiroit que deux de mes cavaliers eussent précédé les reliques assez près des bannières (…) afin d'y empêcher le tumulte et le désordre qui s'étoit rencontrées dans les autres Troménies passées (…) et les empescher d'être foulés, ainsi que les reliques d'estre renversées, rapport à la grande affluence qui s'y trouve. »

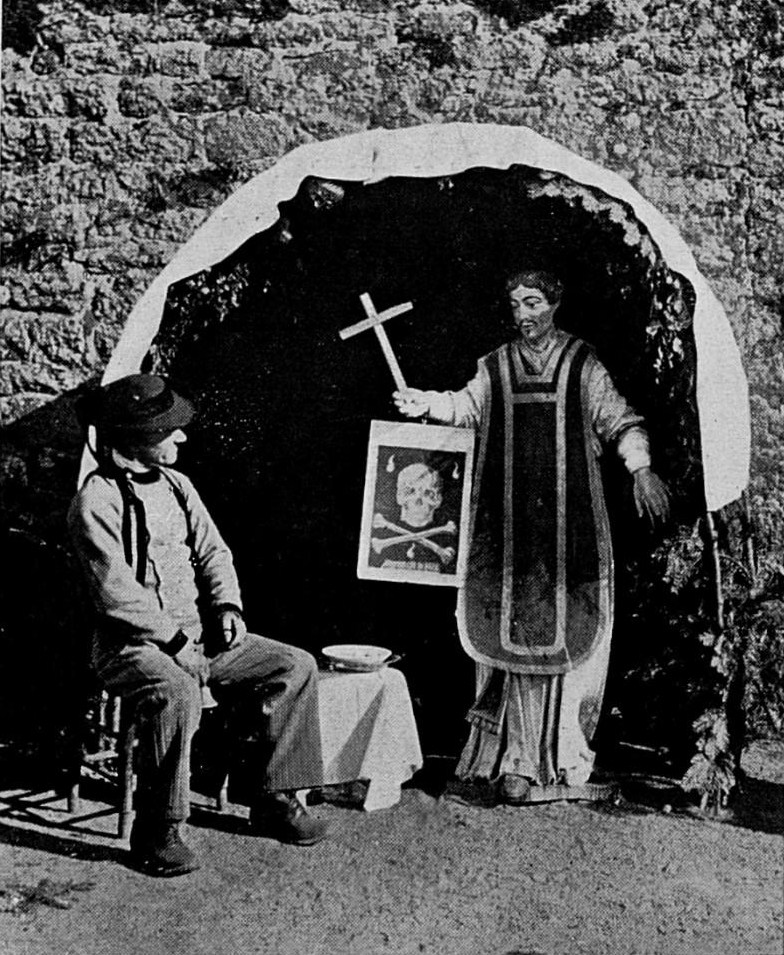
Troménie : reposoir avec statue en l'honneur des trépassés (vers 1903)

Gustave Geffroy a décrit la Troménie en 1903 :

« Il y a, le deuxième dimanche de juillet, le pardon annuel de la Troménie, et il y a, à la même date, la Grande Troménie qui a lieu tous les sept ans [chaque septième année, donc tous les six ans en fait]. Le chemin parcouru par la procession est aussi celui que firent les deux bœufs attachés à une charrette, qu'on laissa cheminer à leur guise, et qui conduisirent le corps du saint à Locronan, après avoir fait le tour de la montagne, à travers les rochers sur lesquels les roues ont laissé des empreintes. Tous les pèlerins, et il en est venu jusqu'à 40 000, croient d'ailleurs que ce sentier de saint Renan conduit au ciel. Anatole Le Braz, dans son Pays des pardons, nous apprend que « dès le XIIe siècle la Troménie septennale prenait rang parmi les plus grandes assemblées religieuses de Bretagne. on s'y rendait par clans des points les plus éloignés de l'Extrême-Trégor, du fond des landes vannetaises ». Une année, on fut tout surpris d'y voir arriver une jeune femme escortée de gens d'armes, précédée d'un escadron de trompettes... « Elle était gente et accorte, avec des yeux clairs, très doux et un joli front têtu de Bretonne. Quand les porteurs de reliques eurent défilé, elle vint se joindre à un groupe de fermières qui, habillées d'étoffes rouges aux chamarrures d'or, formaient une garde d'honneur à la statue de sainte Anne. Les gars, préposés aux bannières, se détournaient sans cesse pour la regarder. Ils apprirent au retour qu'elle avait nom la duchesse Anne et qu'elle était mariée au roi de France ». La procession part de l'église, s'arrête à maints endroits, entre autres à la roche appelée la "Jument de pierre", à laquelle on attribue un pouvoir fécondant : les jeunes femmes viennent s'y frotter, des femmes stériles sont venues y coucher trois nuits de suite. Les écrivains catholiques dénoncent ces pratiques comme ridicules, mais rien n'a fait jusqu'à présent contre l'usage. Plus loin, c'est la pierre où saint Renan aimait à se reposer, et où viennent s'asseoir les malades affligés d'affections nerveuses. Enfin, il est dit que les gens de la paroisse, à qui échoit l'honneur de porter la bannière, jouiront pendant sept ans de toutes sortes de bienfaits : bonnes récoltes, pêches heureuses, enfants mâles. »

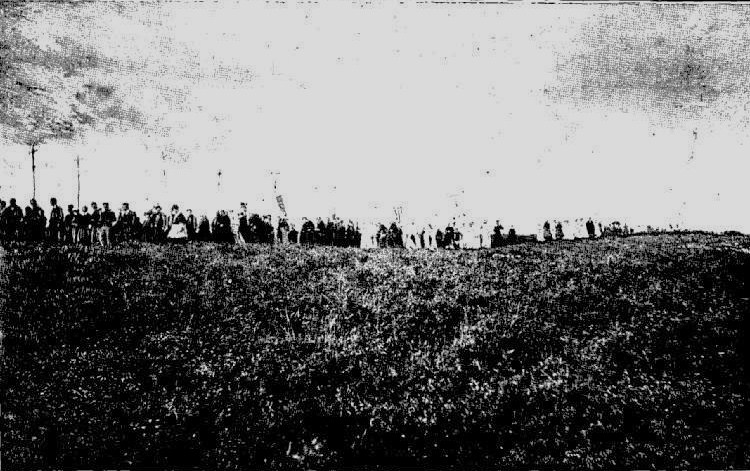
La Troménie en 1903
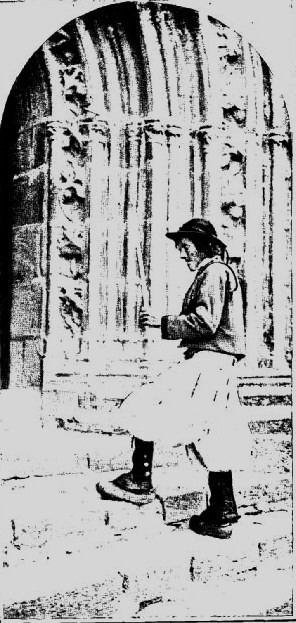
Pèlerin montant les marches de l'église en 1903
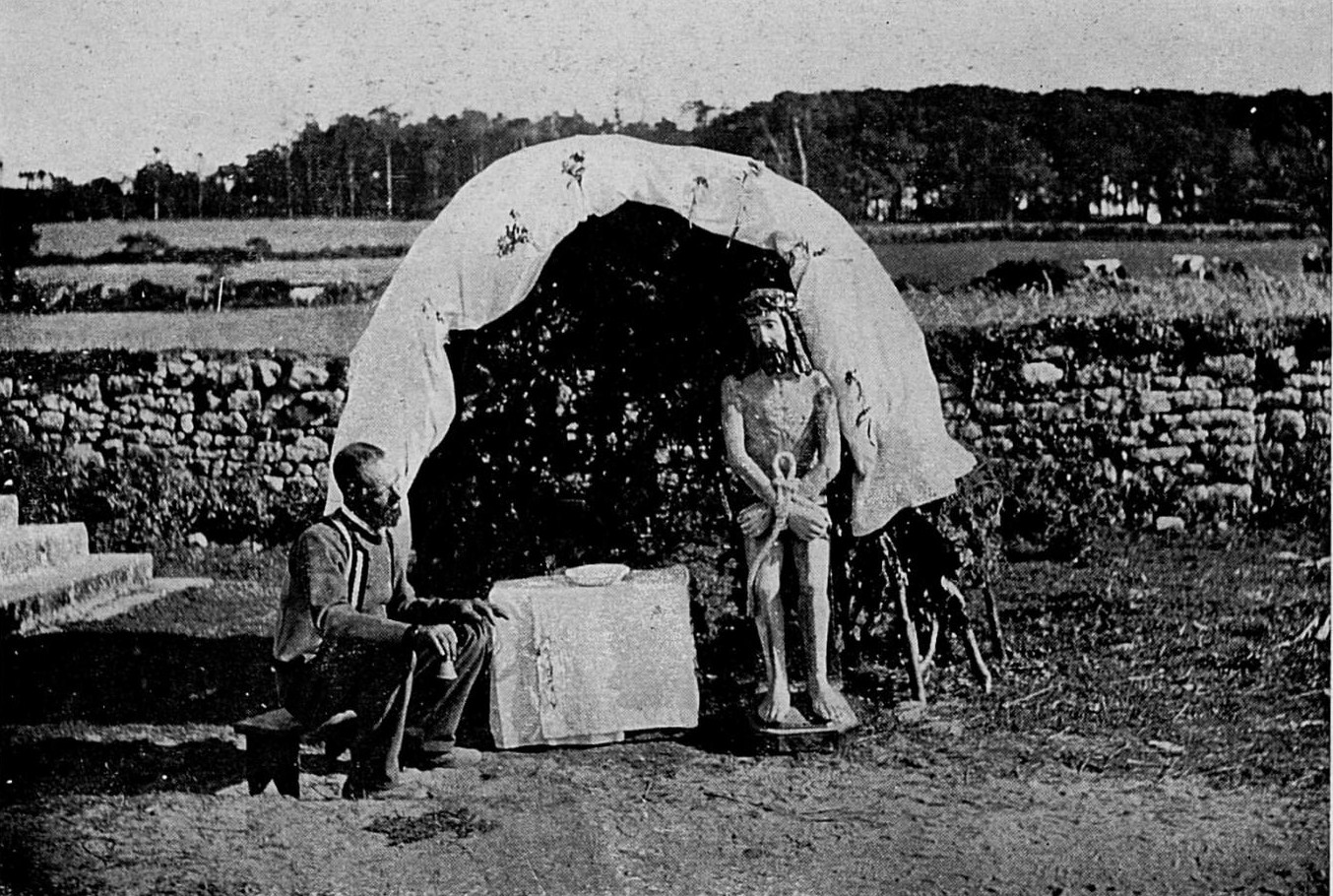
Troménie : reposoir avec statue du Christ à la colonne (vers 1903)
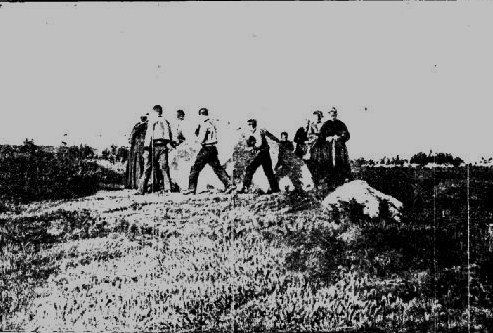
Pèlerins faisant le tour de la « jument de pierre » (1903)
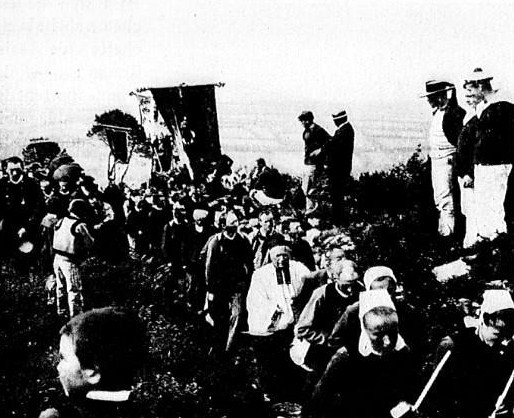
Troménie : procession avec les porteurs de bannières (vers 1903)
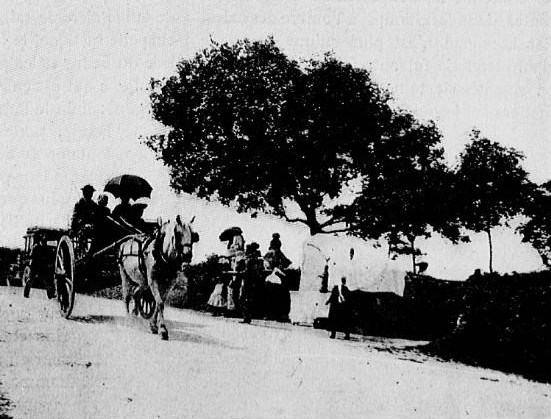
Troménie : le péage obligatoire devant une chapelle rustique et provisoire (vers 1903)
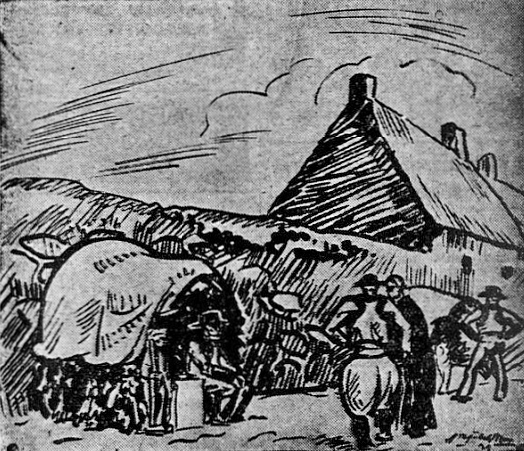
Une chapelle de piété lors de la Grande Troménie de 1929 (dessin publié dans le journal L'Ouest-Éclair du 4 août 1929).

La revue Le mois littéraire et pittoresque publie en juillet 1905 un long article décrivant la Grande Troménie :

« La chapelle d'où sort le quêteur est une sorte de reposoir. Sur une tonnelle de forme arrondie faite de bois vert coupé (..), un drap est jeté. L'ouverture est ornée de quelques branchages. Sous cet abri, une table couverte d'une serviette piquée elle aussi de quelques feuillages supporte une statue de saint Pierre, une statue de bois d'un art hésitant et grossier revêtue d'une enluminure naïve. Les deux quêteurs (…) passeront leur journée, guettant tous les pèlerins et agitant sans cesse leur sonnette. Sur tous les chemins qui mènent à Locronan retentissent ces tintements de clochettes (…). Ce sont les saints des paroisses avoisinantes que l'on a invité à célébrer le pardon de saint Ronan. D'ailleurs, s'ils n'étaient pas invités, ils y viendraient d'eux-mêmes, assurent les Bretons car c'est la coutume des saints de ce pays de se rendre visite au jour de leur pardon. »

Lors de la Grande Troménie de 1911, qui dure une semaine, l'affluence est estimée à 20 000 pèlerins le premier dimanche, à 15 000 le second dimanche.
La Grande Troménie de 1929 est décrite dans deux articles publiés par le journal L'Ouest-Éclair, et celle de 1935 est présentée dans un article publié par le journal La Dépêche de Brest et de l'Ouest du 11 juin 1935.
La Grande Troménie la plus récente s'est déroulée du 13 au 20 juillet 2025, les trois précédentes ont eu lieu en 2007, 2013, et 2019, tandis que la prochaine aura lieu en 2031.
Lors des deux dimanches de la Grande Troménie, le départ de la grande procession est donné à 14 heures et celle-ci se conclut au retour, environ six heures plus tard, par une cérémonie religieuse dans l'église. Sur un parcours de 12 km, les pèlerins suivent un cortège formé par les bannières des communes environnantes portées tout au long du trajet par les habitants revêtant pour l'occasion le costume traditionnel breton, le tout ponctué de cantiques, de courtes prières et de la lecture d'un évangile à chacune des douze stations.

### Itinéraire et stations de la Grande Troménie

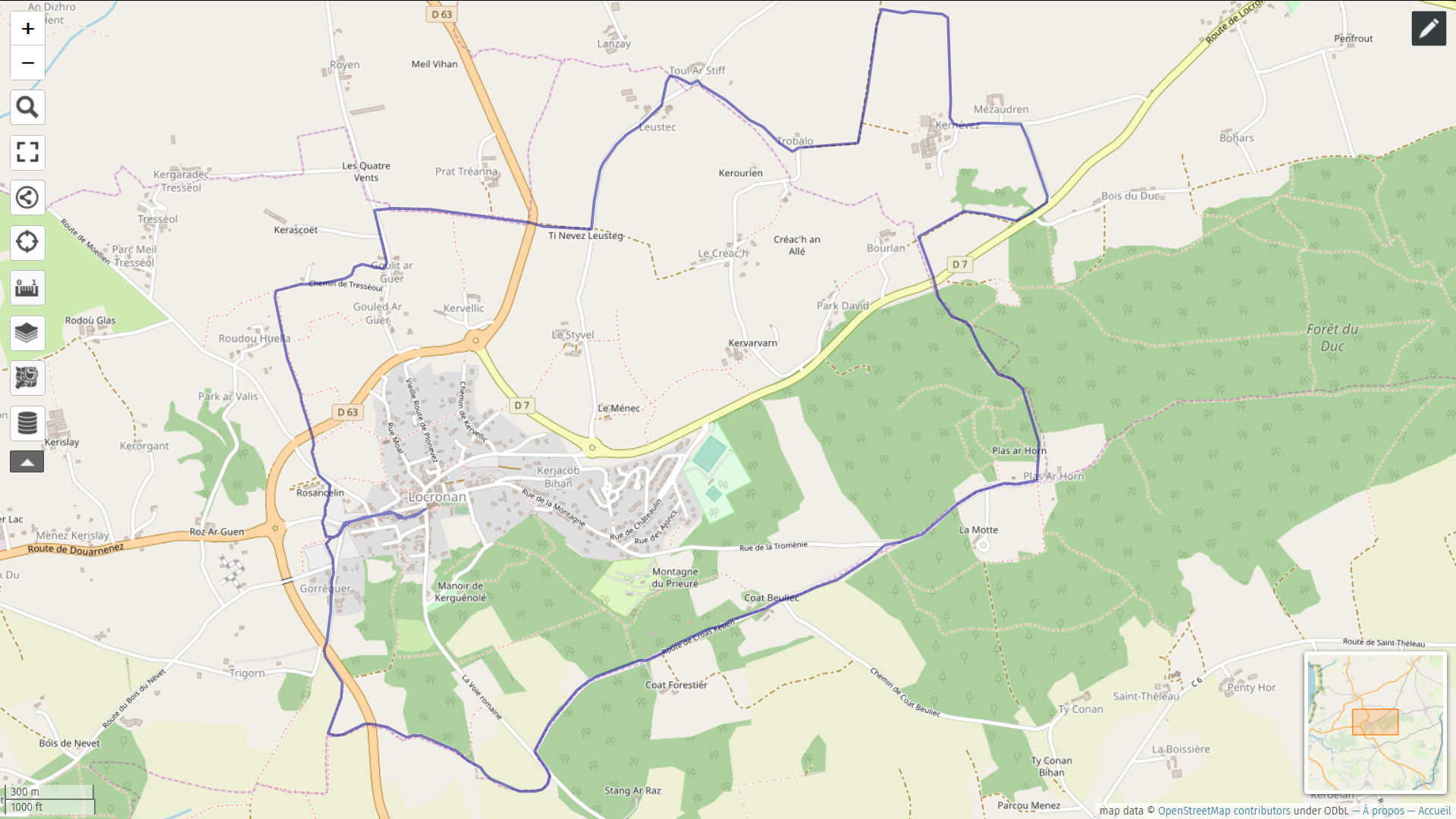
Parcours de la Grande Troménie 2019.

L'itinéraire, qui part de la chapelle du Pénity, suit autant que possible la trace des anciens sentiers censés avoir été empruntés par saint Ronan lui-même. Il passe par des routes, chemins et sentiers existants mais traverse aussi bois, prairies et champs cultivés, avec l'accord des propriétaires, ce qui en fait un circuit éphémère uniquement accessible pendant les huit jours de la Grande Troménie. La « voie sacrée » comprend 12 stations et 44 reposoirs fleuris constitués de huttes de branchages recouvertes de draps blancs et abritant des statues venant de Locronan et des paroisses voisines, veillées par un fabricien muni d'une cloche pour signaler sa présence. L'itinéraire passe également par la « jument de pierre » ou « chaise de saint Ronan », qui est située peu après la dernière station.
Stations
- Première station : saint Eutrope

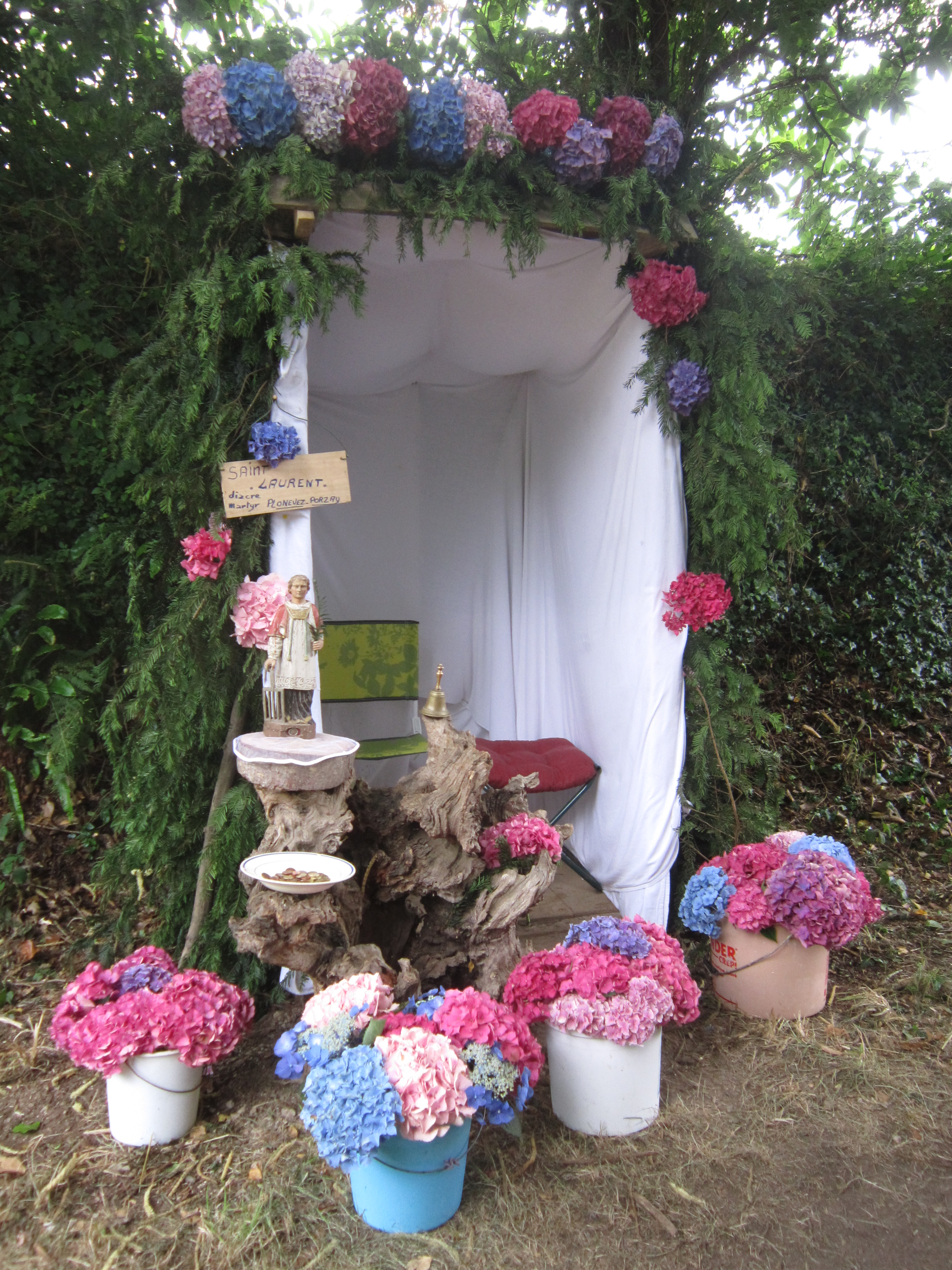
Troménie de Locronan : une chapelle de piété, dédiée à saint Laurent, lors de la Grande Troménie de 2019.

- Deuxième station : Le Père éternel (statue de l'Ecce homo)
- Troisième station : saint Germain d'Auxerre
- Quatrième station : sainte Anne la Palud
- Cinquième station : Notre-Dame-de-Bonne-Nouvelle (une chapelle lui est dédiée à Locronan)
- Sixième station : saint Milliau
- Septième station : saint Jean l'évangéliste
- Huitième station : saint Guénolé
- Neuvième station : saint Ouen
- Dixième station : saint Ronan à Plas ar c'horn (le « lieu de la corne », qui commémore l'endroit où la corne du bœuf de saint Ronan se brisa) où se trouve la chapelle Ar Sonj (le rêve), au sommet de la montagne de Locronan. C'est la station la plus importante de la Troménie.
- Onzième station : saint Théleau
- Douzième station : saint Maurice

Yves Hascoët, dans sa thèse consacrée aux Troménies bretonnes, a longuement décrit chaque station de la Grande Troménie.

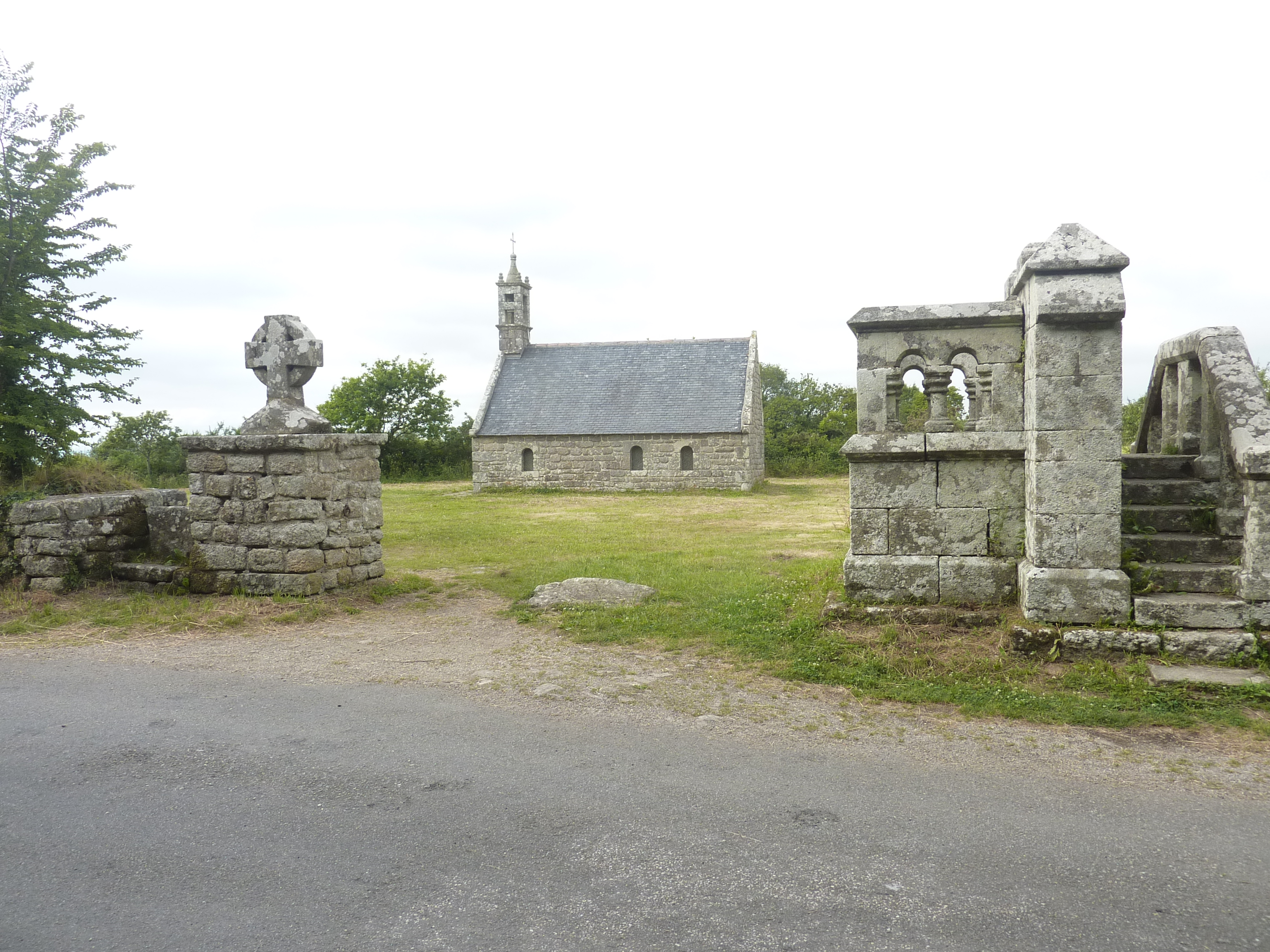
La chapelle Ar Sonj, vue d'ensemble de l'enclos
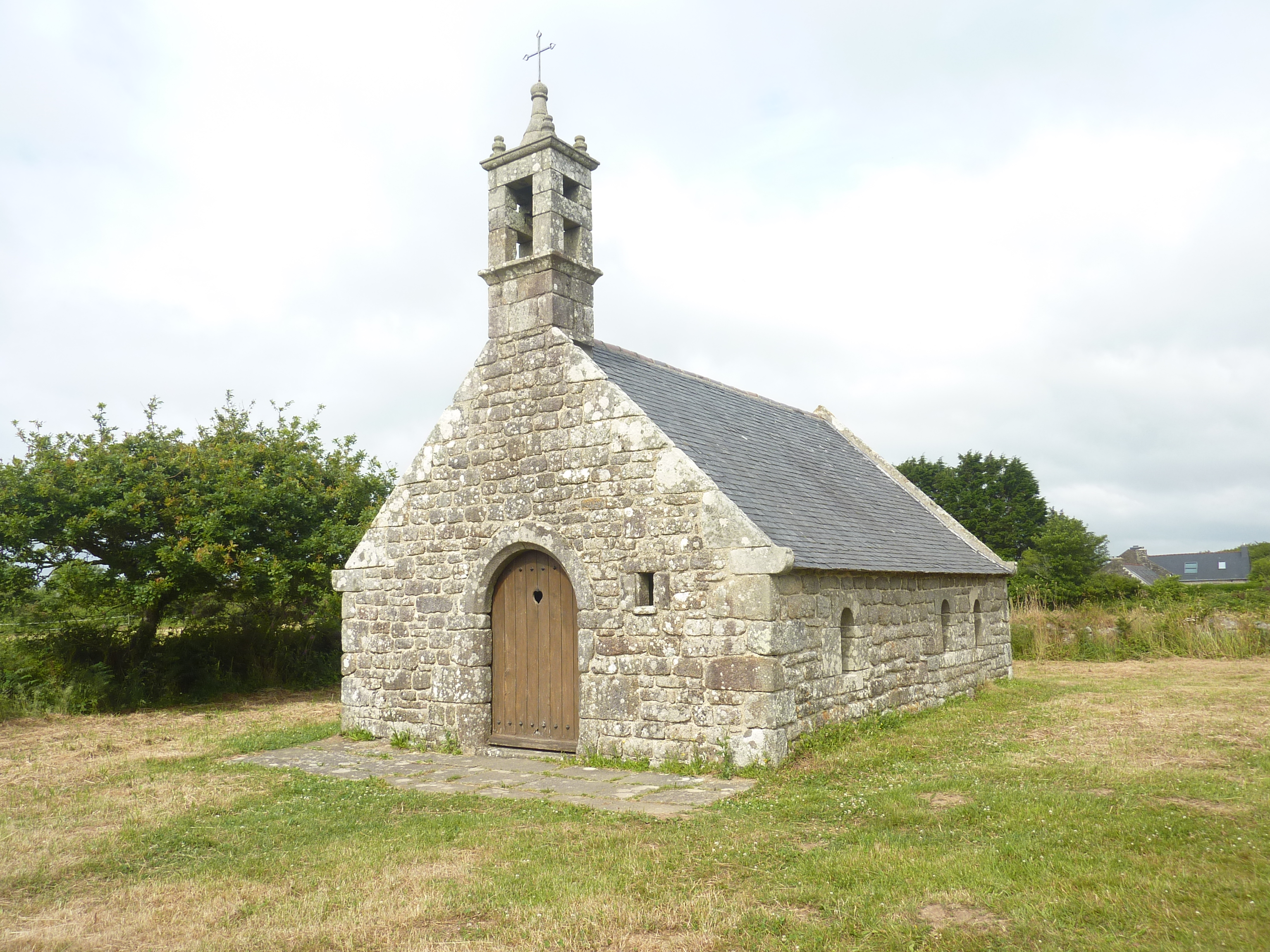
La chapelle Ar Sonj, vue extérieure d'ensemble
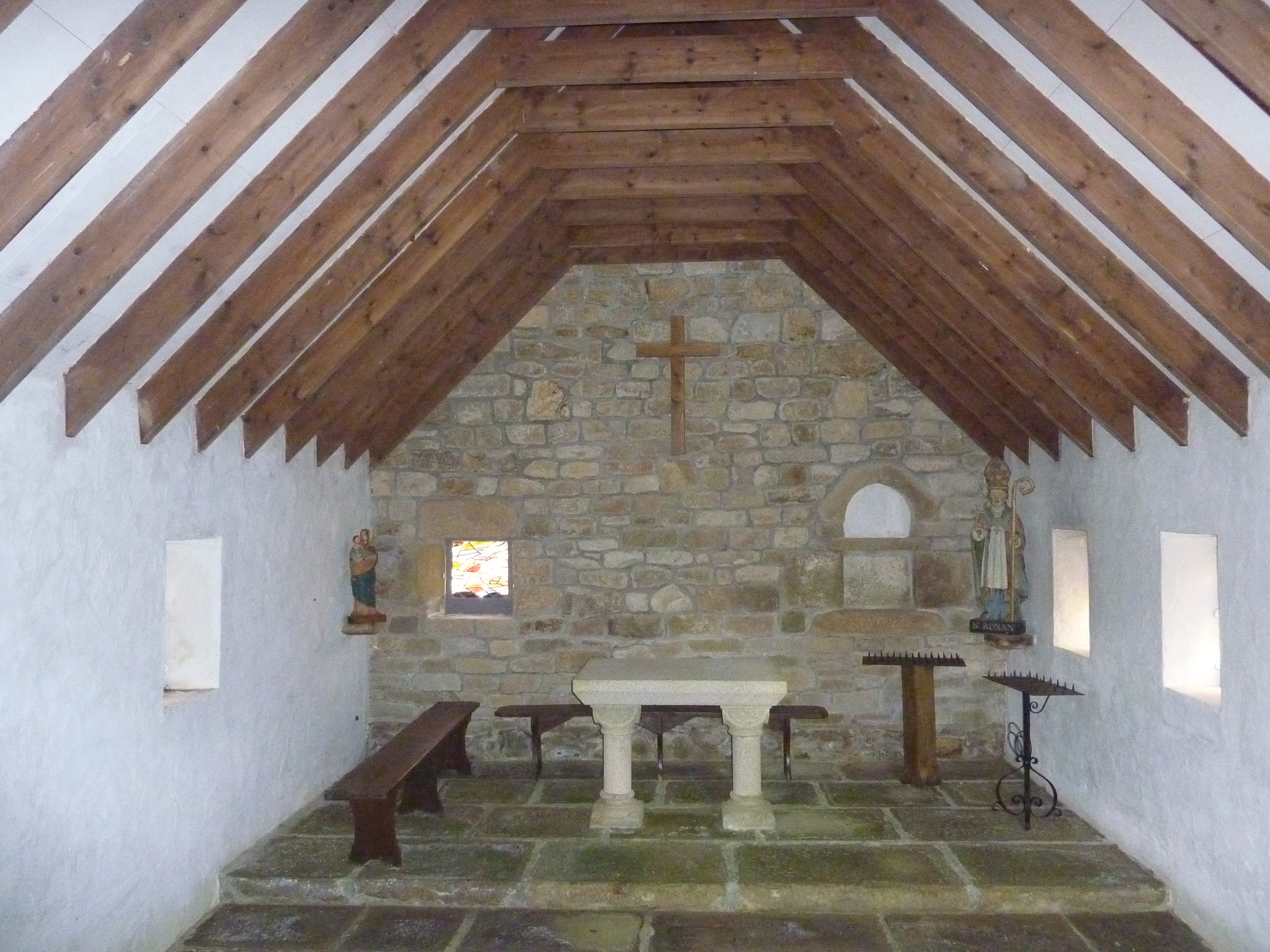
La chapelle Ar Sonj, vue intérieure

## Petite Troménie
Son itinéraire est beaucoup plus court, sa longueur faisant à peine la moitié du parcours de la Grande Troménie, et emprunte des routes existantes. Il mène directement à Plas ar c'horn (la station de saint Ronan), puis suit sur le chemin du retour un tronçon commun avec la Grande Troménie avant de bifurquer vers le bourg de Locronan. La petite Troménie se déroule tous les ans le deuxième dimanche de juillet (par exemple le 8 juillet 2012), lorsqu'il n'y a pas de Grande Troménie.

Voici une description de la petite Troménie de 2010 :

« En attendant la prochaine édition de la Grande Troménie en 2013, les costumes bretons richement brodés et les bannières colorées seront, cette année encore, de sortie pour le pardon de la petite Troménie prévu demain. Au programme, dès 10h15, le baiser des bannières et l'accueil des communes voisines, à 10 h 30, messe à l'église de Locronan et, à 14 h 30, début de la procession dans les pas de la promenade qu'effectuait chaque matin saint Ronan. Une déambulation de 6 km qui a su garder intact son caractère sacré. Les organisateurs précisent qu'il s'agit d'un « parcours sans grande difficulté mais contenant une portion de route ayant une pente proche de 10 % sur près de 1,5 km. »